# Espace probabilisé
Un espace de probabilité(s)[réf. nécessaire] ou espace probabilisé est construit à partir d'un espace probabilisable en le complétant par une mesure de probabilité : il permet la modélisation quantitative de l'expérience aléatoire étudiée en associant une probabilité numérique à tout événement lié à l'expérience. Formellement, c'est un triplet {\displaystyle \left(\Omega ,{\mathcal {A}},\mathbb {P} \right)} formé d'un ensemble {\displaystyle \Omega }, d'une tribu {\displaystyle {\mathcal {A}}} sur {\displaystyle \Omega } et d'une mesure {\displaystyle \mathbb {P} } sur cette tribu tel que {\displaystyle \mathbb {P} (\Omega )=1}.
L'ensemble {\displaystyle \Omega } est appelé l'univers et les éléments de {\displaystyle {\mathcal {A}}} sont appelés les événements. La mesure {\displaystyle \mathbb {P} } est appelée probabilité ou, mieux, mesure de probabilité, et pour un événement {\displaystyle A} de {\displaystyle {\mathcal {A}}}, le nombre réel {\displaystyle \mathbb {P} (A)} s'appelle la probabilité de l’événement {\displaystyle A}.
Ce qui précède est une formulation extrêmement condensée des axiomes des probabilités.
Remarquons que lorsque {\displaystyle \Omega } est infini non dénombrable, n'importe lequel de ses sous-ensembles n'est plus nécessairement un événement : en effet, dans ce cas précis, la tribu des événements est en général choisie strictement incluse dans l'ensemble des parties de l'univers en raison du théorème d'Ulam.

## Note
1. ↑  L'écriture la plus courante est celle du singulier.